# NGC 2238
NGC 2238 (другое обозначение — LBN 948) — эмиссионная туманность в созвездии Единорог.
Этот объект входит в число перечисленных в оригинальной редакции «Нового общего каталога».
Является частью более яркой туманности, которая, в свою очередь, входит в состав туманности Розетка. Открыта Альбертом Мартом с помощью 48-дюймового рефлектора.